# Rustanöf
Rustanöf är en bergstopp i republiken Island. Den ligger i regionen Austurland, 300 km öster om huvudstaden Reykjavík. Toppen på Rustanöf är 139 meter över havet.
Närmaste större samhälle är Höfn, omkring 11 kilometer väster om Rustanöf. Trakten runt Rustanöf består i huvudsak av gräsmarker.